# جيراتشي سيكولو
جاراش أو جاراس أو (نقحرة: جيراتشي سيكولو) (بالإيطالية: Geraci Siculo)‏ هي بلدية في مقاطعة باليرمو في صقلية الإيطالية.

## السكان
في سنة 1861 بلغ عدد السكان 3٬401 نسمة، وتطور العدد ليصل في سنة 2011 لـ 1٬925 نسمة.
يظهر هذا المخطط البياني تطور النمو السكاني لـ جيراتشي سيكولو

## أعلام
- جياكومو ألبانيز